# Обергаузен-бай-Кірн
Обергаузен-бай-Кірн (нім. Oberhausen bei Kirn) — громада в Німеччині, розташована в землі Рейнланд-Пфальц. Входить до складу району Бад-Кройцнах. Складова частина об'єднання громад Кірн-Ланд.
Площа — 4,58 км2. Населення становить 841 ос. (станом на 31 грудня 2020).